# Nāḩiyat al ‘Annāzah
Nāḩiyat al ‘Annāzah (arabiska: ناحية العنازة) är ett subdistrikt i Syrien.   Det ligger i provinsen Tartus, i den västra delen av landet, 190 km norr om huvudstaden Damaskus.
Trakten runt Nāḩiyat al ‘Annāzah består till största delen av jordbruksmark. Runt Nāḩiyat al ‘Annāzah är det tätbefolkat, med 511 invånare per kvadratkilometer.